# Parelrivier

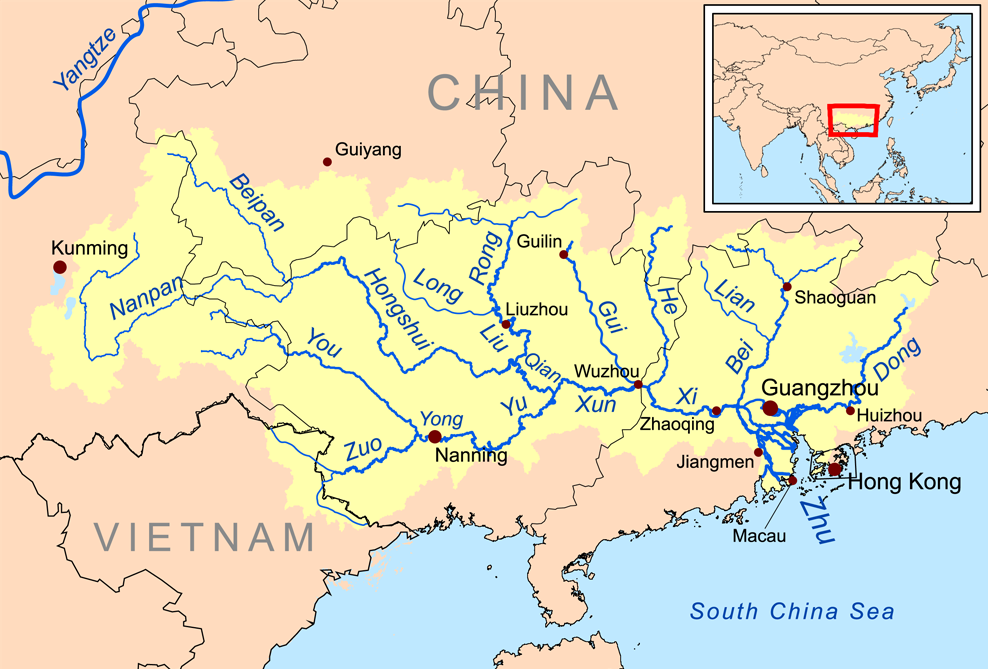
Stroomgebied van de Parelrivier

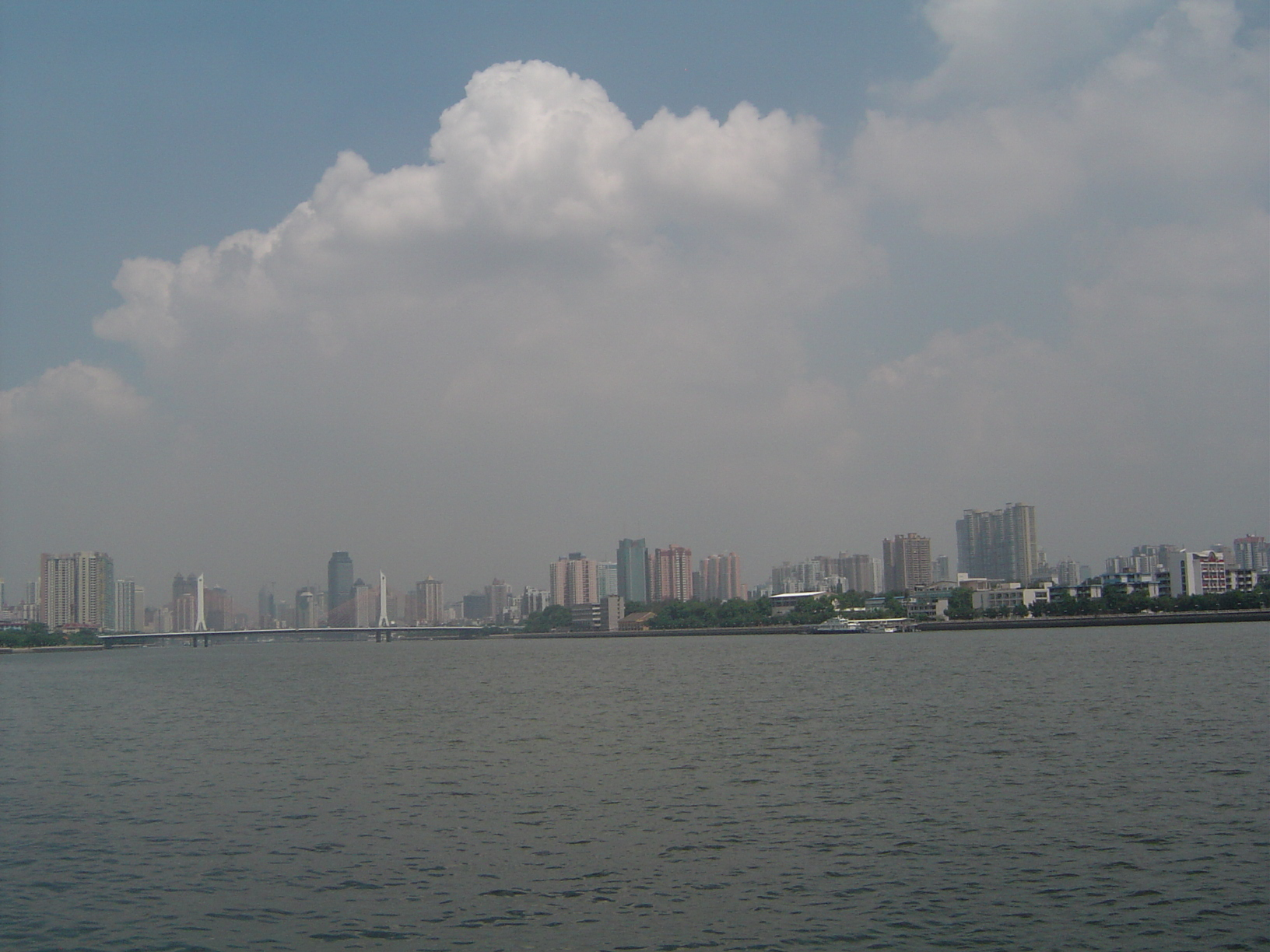
De Parelrivier nabij Guangzhou

De Parelrivier (Chinees: 珠江; pinyin: Zhūjiāng) is een estuarium in het zuiden van China, tussen Hongkong en Macau. De rivier werd vroeger ook Yuejiang genoemd.
In het estuarium monden drie grotere rivieren uit: de Xi Jiang (westelijke rivier), de Bei Jiang (noordelijke rivier) en de Dong Jiang (oostelijke rivier). De Xi Jiang is verreweg de langste van deze drie, met een lengte van ongeveer 2200 kilometer.
Het deltagebied rondom de Parelrivier wordt de Parelrivierdelta genoemd.
De rivier heeft zijn naam te danken aan een klein eilandje, Haizhu (Chinees: 海珠; pinyin: hǎizhū; letterlijk: "zeeparel"). Dat eilandje lag eerst in het midden van het estuarium, maar bevindt zich nu aan de oever. Dit is veroorzaakt door wijzigingen in de kustlijn als gevolg van toevoer van slib.